# 残留性有機汚染物質に関するストックホルム条約

締約国

残留性有機汚染物質に関するストックホルム条約（ざんりゅうせいゆうきおせんぶっしつにかんするストックホルムじょうやく、英語：Stockholm Convention on Persistent Organic Pollutants）は、早急な対応が必要と思われる残留性有機汚染物質(POPs)の減少を目的として、それらの指定物質の製造・使用・輸出入の禁止または制限をする条約。残留性有機汚染物質条約、ストックホルム条約、POPs条約とも呼ばれる。
2001年5月22日に採択、2004年5月17日に発効、日本は2002年に受諾している。

## 条約の骨子
- アルドリン、ディルドリン、エンドリン、クロルデン、ヘプタクロル、トキサフェン、マイレックス、ヘキサクロロベンゼン、ポリ塩化ビフェニル(PCB)、ペンタクロロフェノール等の製造と使用の禁止（附属書A）
- DDT、ペルフルオロオクタンスルホン酸（PFOS）、ペルフルオロオクタンスルホン酸フルオリド（PFOSF）の製造と使用の制限（DDTはマラリア対策、PFOSは半導体用途での使用のみを認めている）（附属書B）
- ダイオキシン類、フラン類の排出の削減
- ポリ塩化ビフェニルの使用を2025年までに停止し、処理を2028年までに完了することが目標
- 開発途上国への代替品開発や物質処理に関する支援

## 沿革
2001年5月22日、条約採択。
2004年5月17日、発効。
2009年5月4日から8日まで行われた第4回締約国会議（COP4）にて、α-ヘキサクロロシクロヘキサン、β-ヘキサクロロシクロヘキサン、ヘキサブロモビフェニル、ヘキサブロモジフェニルエーテル及びヘプタブロモジフェニルエーテル、リンデン、ペンタクロロベンゼン、ペルフルオロオクタンスルホン酸（PFOS）とその塩及びペルフルオロオクタンスルホン酸フルオリド、テトラブロモジフェニルエーテル及びペンタブロモジフェニルエーテルが附属書に追加された。
2011年5月25日から29日まで行われた第5回締約国会議（COP5）にて、工業用エンドスルファン及び異性体が附属書に追加された。
2013年4月28日から5月10日まで行われた第6回締約国会議（COP6）にて、ヘキサブロモシクロドデカンが附属書に追加された。
2015年5月4日から15日まで行われた第7回締約国会議（COP7）にて、ヘキサクロロブタ-1,3-ジエン、ペンタクロロフェノール又はその塩若しくはエステル、ポリ塩化ナフタレンが附属書に追加された。
2017年4月24日から5月5日まで行われた第8回締約国会議（COP8）にて、デカブロモジフェニルエーテル（DecaBDE）及び短鎖塩素化パラフィン（SCCP）が附属書Aに、ヘキサクロロブタジエン（HCBD）が附属書Cに、それぞれ追加された。また、既に附属書AおよびBに収載されている物質の適用除外について、引き続き必要であるか評価することと、その作業計画が決定された。
2019年4月29日から5月10日まで行われた第9回締約国会議（COP9）にて、ジコホル、ペルフルオロオクタン酸（PFOA）とその塩及びPFOA関連物質が附属書Aに追加され、既に附属書Bに収載されていたPDOSについては用途および適用除外の見直しが行われた。

## 日本での批准状況
日本では特定化学物質の環境への排出量の把握等及び管理の改善の促進に関する法律（化管法）により、エンドスルファンが第一種指定化学物質に、PCDDとPCDFがダイオキシン類として特定第一種指定化学物質に指定されており、左記以外全てのPOPs規制物質は化学物質の審査及び製造等の規制に関する法律（化審法）により第一種特定化学物質に指定されている（ペルフルオロオクタンスルホン酸とPCBは第一種指定化学物質としても登録されている）。
また、農薬取締法により、POPs条約対象物質のうち、過去に日本で農薬登録のあったDDT、アルドリン、ディルドリン、エンドリン、クロルデン、ヘプタクロル及び、国内での農薬登録実績はないが海外で殺虫剤として使用されたマイレックス、トキサフェン、海外で殺菌剤として使用されたHCBの9物質が、現在、農薬としての販売及び使用が禁止されている。
加えて、ダイオキシン類については、ダイオキシン類対策特別措置法に基づき、排出規制を行うとともに、各発生源別のダイオキシン類の排出量の目録（排出インベントリー）を整備し、2000年9月には日本における事業活動に伴い排出されるダイオキシン類の量を削減するための計画を策定するなど、様々な対策を行っている。
さらに、PCBについて、ポリ塩化ビフェニル廃棄物の適正な処理の推進に関する特別措置法を制定するとともに、2009年11月には最新のポリ塩化ビフェニル廃棄物処理基本計画を策定し、広域的な処理体制の整備を進めるなど、必要な対策を講じている。
過去に埋設された廃農薬については、環境汚染が生じないようにするため、2008年1月に「埋設農薬調査・掘削等マニュアル」を策定し、適切な管理がなされるよう指導しているほか、無害化処理技術の検討を進めている。
輸出入に関しては外国為替及び外国貿易法、輸出貿易管理令および経済産業大臣の告示で対象貨物を規定し、制限を行っている。

## 規制一覧

### 附属書A（廃絶）
- アルドリン
- ベンゼンヘキサクロリド
  - α-ヘキサクロロシクロヘキサン（α-HCH）
  - β-ヘキサクロロシクロヘキサン（β-HCH）
  - γ-ヘキサクロロシクロヘキサン（γ-HCH、リンデン）
- クロルデン
- クロルデコン
- ディルドリン
- エンドリン
- ヘプタクロル
- ヘキサブロモビフェニル
- ヘキサブロモジフェニルエーテル及びヘプタブロモジフェニルエーテル
- ヘキサクロロベンゼン
- マイレックス
- ペンタクロロベンゼン
- ポリ塩化ビフェニル（PCB）
- テトラブロモジフェニルエーテル及びペンタブロモジフェニルエーテル
- トキサフェン（英語版）
- エンドスルファン及び異性体
- ヘキサブロモシクロドデカン（HBCD）
- ポリ塩化ナフタレン（塩素数が2以上のものに限る。）[3]
- ヘキサクロロブタ-1,3-ジエン[3]
- ペンタクロロフェノール又はその塩若しくはエステル[3]
- デカブロモジフェニルエーテル（DecaBDE）
- 短鎖塩素化パラフィン（SCCP、炭素数が10から13のもの）
- ジコホル
- ペルフルオロオクタン酸とその塩及びPFOA関連物質
- デクロランプラス
- UV-328
- メトキシクロル

### 附属書B（制限）
- ジクロロジフェニルトリクロロエタン（DDT）
- ペルフルオロオクタンスルホン酸（PFOS）とその塩、ペルフルオロオクタンスルホン酸フルオリド（英語版）（PFOSF）

（PFOSについては半導体用途等における製造・使用等の禁止の除外を規定）

### 附属書C（非意図的生成物）
- ヘキサクロロベンゼン（HCB）
- ペンタクロロベンゼン（PeCB）
- ポリ塩化ビフェニル（PCB）
- ポリ塩化ジベンゾ-p-ジオキシン（PCDD）
- ポリ塩化ジベンゾフラン（PCDF）
- ポリ塩化ナフタレン（塩素数が2以上のものに限る。）[3]
- ヘキサクロロブタ-1,3-ジエン（HCBD）

※HCB、PeCB、PCB、HCBD、ポリ塩化ナフタレンは附属書Aと重複